# Geodia mesotriaena
Espèce
Geodia mesotriaena est une espèce d'éponges de la famille des Geodiidae présente dans l'est de l'océan Pacifique près des côtes de Californie.

## Taxonomie
L'espèce est décrite par Robert Lendlmayr von Lendenfeld en 1910.
Synonymes
Geodia ataxastra possède trois synonymes :
- Geodia mesotriaena var. megana Lendenfeld, 1910
- Geodia mesotriaena var. microana Lendenfeld, 1910
- Geodia mesotriaena var. pachana Lendenfeld, 1910

Homonyme
Une autre espèce homonyme, Geodia mesotriaena Hentschel, 1929 a depuis été renommée en Geodia hentscheli Cárdenas, Rapp, Schander & Tendal, 2010 afin de supprimer la confusion entre ces deux espèces.